# Iru
Iru ist ein Dorf im estnischen Kreis Harju. Es gehört zur Landgemeinde Jõelähtme. Iru hat 290 Einwohner (Stand: 1. Januar 2007).

## Burghügel
Iru liegt östlich von Tallinn am Unterlauf des Pirita-Flusses. Interessant ist der historische Burghügel von Iru aus der Zeit vor der Christianisierung Estlands. Er wird auch Linnapära genannt. Steingräber und Kultsteine ca. 500 m weiter nördlich sowie der Burghügel selbst wurden in den 1960er und 1970er Jahren ausführlich untersucht. Ausgrabungen lassen vermuten, dass es bereits in der zweiten Hälfte des 1. Jahrtausends vor Christus eine befestigte Siedlung dort gab.
Die Burg von Iru war wahrscheinlich eine der bedeutendsten prähistorischen Festungsanlagen der Region, bevor sie ihre Bedeutung durch die prähistorische Festung der Esten auf dem heutigen Domberg von Tallinn verloren hatte und aufgegeben wurde. Iru wurde in schriftlichen christlichen Quellen erstmals im Jahre 1241 erwähnt.

## Linda-Stein
Berühmt wurde Iru durch einen großen Findling. Der heidnischen Legende nach soll es sich um die zu Stein verwandelte Linda, die Mutter des estnischen Sagenhelden Kalevipoeg, handeln. Der Findling hatte große Ähnlichkeit mit einer Menschengestalt. Er soll an der Stelle stehen, an der Linda auf ihrer Flucht aus Finnland an Land gekommen war und Gott um Rettung vor dem sie verfolgenden Zauberer Tuuslar bat. Der Findling wurde allerdings zwischen 1865 und 1867 abgetragen und für den Bau einer Steinbrücke verwendet.

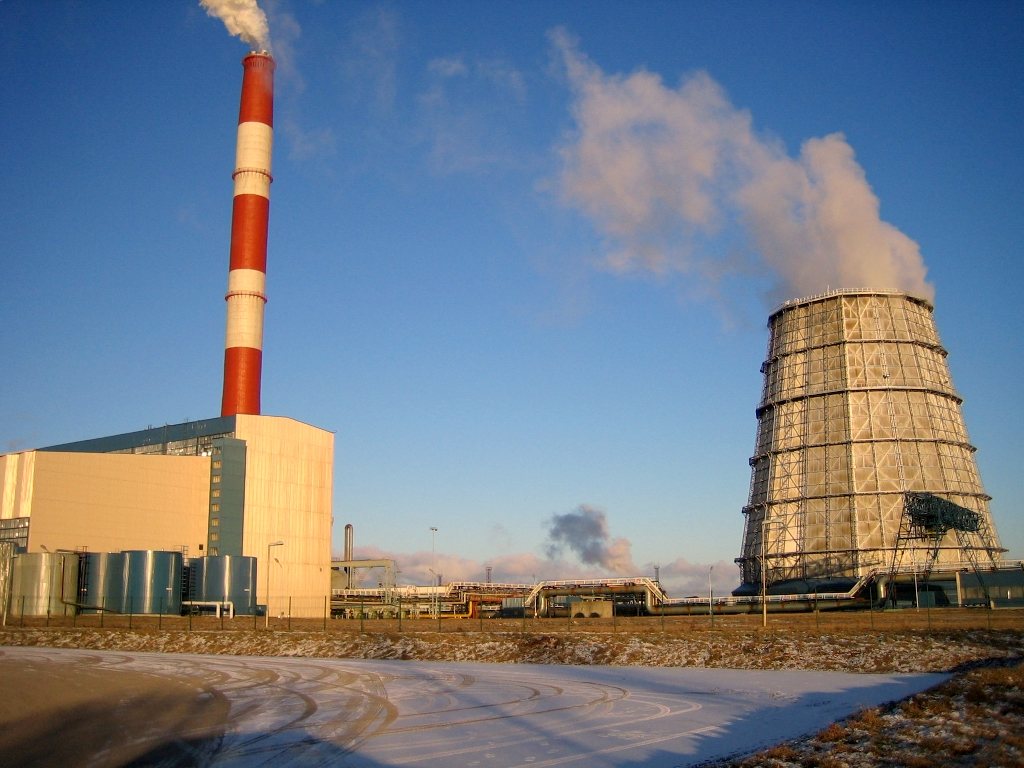
Das Kraftwerk von Iru

## Kraftwerk
In Iru steht seit 1978 eines der wenigen Kraftwerke Estlands, das unter anderem die Stadt Tallinn mit Wärme und Warmwasser versorgt. Es gehört zum staatlichen estnischen Energiekonzern Eesti Energia (EE).